# 429 Lotis
429 Lotis је астероид главног астероидног појаса. Приближан пречник астероида је 69,62 km,
а средња удаљеност астероида од Сунца износи 2,606 астрономских јединица (АЈ).
Инклинација (нагиб) орбите у односу на раван еклиптике је 9,529 степени, а орбитални период износи 1536,784 дана (4,207 године). Ексцентрицитет орбите астероида износи 0,124.
Апсолутна магнитуда астероида износи 9,82 а геометријски албедо 0,043.
Астероид је откривен 23. новембра 1897. године.